# Diósgyőr-Vasgyári Szakképző Iskola
A Diósgyőri-vasgyári Szakképző Iskola Miskolcon, annak Diósgyőr-Vasgyár városrészében található.

## Története
Az 1868-as népoktatási törvény évében és részben annak hatására alapították. A kiegyezés utána rohamosan felgyorsultak az események, a vas-acélgyártás és gyáripar, melyet az ország egész területét érintő nagyarányú vasútépítés bontakozott ki, melynek következtében egyre több szakemberre volt szükség. Diósgyőrben megalakult a Magyar Királyi Vas- és Acélgyár. Ennek következtében az iskola ún. tanonc iskolaként működött. Ekkoriban számtalan elemi iskola is működött Diósgyőrben, viszont legfejlettebbnek a gyártelepieket tartották. Az iskolák végleges tanterveit 1921-ben hagyták jóvá. Tulajdonképpen mintaiskolákká váltak, példájukra hozták létre az országban több ilyen típusú iskolát.
1948-ban a MÁVAG kezdeményezésére új iskolaépület, 1949-ben kollégium épült, melyben jelenleg is működik az iskola.
Volt olyan időszak, amikor az iskola 3200 tanulót oktatott, ma 1200 diákja van. 1972-től szakközépiskolai képzéssel bővült az oktatás, amely négyéves, és szintén az általános iskolai képzésre épül. A képzési profil súlypontjában az ún. vasas szakmák állnak, de a korábbiakhoz képest az 1990-es években módosult az oktatás szerkezete, miközben megszűntek egyes szakmák, és helyükre újabbak kerültek.

## Szakmák
Érettségi után választható szakképzések
- Bútoripari technikus
- CAD-CAM informatikus
- Gépgyártás-technológiai technikus

Szakiskola 10. évfolyama után választható szakképzések
- Gépi forgácsoló (MITISZK)
- Géplakatos (MITISZK)
- Szerkezetlakatos
- Hegesztő
- CNC forgácsoló
- Karosszérialakatos
- Bútorasztalos
- Számítógép szerelő, karbantó
- Járműfényező
- Kárpitos